# Buthida
Micro-ordre
Les Buthida sont un micro-ordre de scorpions.

## Classification
- Buthidae Koch, 1837
- †Protobuthidae Lourenço & Gall, 2004

## Publication originale
- Soleglad & Fet, 2003 : High-level systematics and phylogeny of the extant scorpions (Scorpiones: Orthosterni). Euscorpius, vol. 11, p. 1–175 (texte intégral).